# 福岡県道261号門司東本町線
福岡県道261号門司東本町線（ふくおかけんどう261ごう もじひがしほんまちせん）は、福岡県北九州市門司区を通る一般県道である。

## 概要
北九州市門司区大字門司から北九州市門司区東本町1丁目に至る。和布刈公園や和布刈神社へのアクセス道路である。

### 路線データ
- 起点：福岡県北九州市門司区大字門司
- 終点：福岡県北九州市門司区東本町1丁目（鎮西橋交差点、国道3号交点）

## 地理

### 通過する自治体
- 北九州市（門司区）

### 交差する道路
| 国道3号 国道10号 重複 | 東本町1丁目 | 鎮西橋交差点 / 終点 |

### 交差する鉄道
- 平成筑豊鉄道門司港レトロ観光線

### 沿線
- 和布刈神社
- 和布刈公園
- E2A 関門橋 めかりPA
- 平成筑豊鉄道門司港レトロ観光線
  - ノーフォーク広場駅 - 出光美術館駅